# Suddivisioni della Corea del Sud
Le suddivisioni della Corea del Sud sono costituite da governi locali di alto e basso livello. La seguente pagina illustra la situazione amministrativa in corso dal 1º gennaio 2014.

## Storia
Il sistema amministrativo metropolitano moderno deriva da quello in uso durante la dinastia Joseon, basato sulle province (do). Nel 1945, la Corea del Sud era composta da una città speciale, 15 province (do), 23 città (bu, chiamate si dal 1948) e 208 contee (gun). Nel 1962 è cominciato un processo di riorganizzazione interno per andare incontro all'espansione urbana causata dall'aumento della popolazione, con lo spostamento di alcune contee tra una provincia e l'altra, e la promozione delle grandi città a municipalità controllate direttamente dal governo; queste sono state trasformate in città metropolitane con un'ulteriore riforma del 1995 che le ha unite alle aree circostanti. La provincia speciale autonoma di Jeju è stata stabilita negli anni 2000, mentre la città autonoma speciale di Sejong nel 2012.

## Suddivisioni di alto livello
Le suddivisioni di alto livello sono 17:
- 6 città metropolitane (광역시?, 廣域市?, gwangyeoksiLR)
- una città speciale (특별시?, 特別市?, teukbyeolsiLR)
- una città autonoma speciale (특별자치시?, 特別自治市?, teukbyeol-jachisiLR)
- otto province (도?, 道?, doLR)
- una provincia autonoma speciale (특별자치도?, 特別自治道?, teukbyeol jachidoLR)

Il mandato elettorale dei governatori e dei membri dei consigli locali dura quattro anni, e uno stesso governatore può ricoprirlo per tre volte.
| Mappa | Codice | Emblema | Nome                       | Tipo                        | Hangŭl         | Hanja          |
| --- | ------ | ------- | -------------------------- | --------------------------- | -------------- | -------------- |
| Gangwon Seul Incheon Gyeonggi Chungcheong M. Chungcheong S. Sejong Daejeon Gyeongsang S. Jeolla S. Daegu Ulsan Busan Gyeongsang M. Gwangju Jeolla M. Jeju Corea del Nord Giappone Mar Giallo Stretto di Corea (Stretto di Busan) Stretto di Corea (Stretto di Tsushima) Mar del Giappone (Mare orientale) | KR-11  |         | Seul                       | città speciale              | 서울특별시     | 서울特別市     |
| Gangwon Seul Incheon Gyeonggi Chungcheong M. Chungcheong S. Sejong Daejeon Gyeongsang S. Jeolla S. Daegu Ulsan Busan Gyeongsang M. Gwangju Jeolla M. Jeju Corea del Nord Giappone Mar Giallo Stretto di Corea (Stretto di Busan) Stretto di Corea (Stretto di Tsushima) Mar del Giappone (Mare orientale) | KR-26  |         | Pusan                      | città metropolitana         | 부산광역시     | 釜山廣域市     |
| Gangwon Seul Incheon Gyeonggi Chungcheong M. Chungcheong S. Sejong Daejeon Gyeongsang S. Jeolla S. Daegu Ulsan Busan Gyeongsang M. Gwangju Jeolla M. Jeju Corea del Nord Giappone Mar Giallo Stretto di Corea (Stretto di Busan) Stretto di Corea (Stretto di Tsushima) Mar del Giappone (Mare orientale) | KR-27  |         | Taegu                      | città metropolitana         | 대구광역시     | 大邱廣域市     |
| Gangwon Seul Incheon Gyeonggi Chungcheong M. Chungcheong S. Sejong Daejeon Gyeongsang S. Jeolla S. Daegu Ulsan Busan Gyeongsang M. Gwangju Jeolla M. Jeju Corea del Nord Giappone Mar Giallo Stretto di Corea (Stretto di Busan) Stretto di Corea (Stretto di Tsushima) Mar del Giappone (Mare orientale) | KR-28  |         | Incheon                    | città metropolitana         | 인천광역시     | 仁川廣域市     |
| Gangwon Seul Incheon Gyeonggi Chungcheong M. Chungcheong S. Sejong Daejeon Gyeongsang S. Jeolla S. Daegu Ulsan Busan Gyeongsang M. Gwangju Jeolla M. Jeju Corea del Nord Giappone Mar Giallo Stretto di Corea (Stretto di Busan) Stretto di Corea (Stretto di Tsushima) Mar del Giappone (Mare orientale) | KR-29  |         | Gwangju                    | città metropolitana         | 광주광역시     | 光州廣域市     |
| Gangwon Seul Incheon Gyeonggi Chungcheong M. Chungcheong S. Sejong Daejeon Gyeongsang S. Jeolla S. Daegu Ulsan Busan Gyeongsang M. Gwangju Jeolla M. Jeju Corea del Nord Giappone Mar Giallo Stretto di Corea (Stretto di Busan) Stretto di Corea (Stretto di Tsushima) Mar del Giappone (Mare orientale) | KR-30  |         | Daejeon                    | città metropolitana         | 대전광역시     | 大田廣域市     |
| Gangwon Seul Incheon Gyeonggi Chungcheong M. Chungcheong S. Sejong Daejeon Gyeongsang S. Jeolla S. Daegu Ulsan Busan Gyeongsang M. Gwangju Jeolla M. Jeju Corea del Nord Giappone Mar Giallo Stretto di Corea (Stretto di Busan) Stretto di Corea (Stretto di Tsushima) Mar del Giappone (Mare orientale) | KR-31  |         | Ulsan                      | città metropolitana         | 울산광역시     | 蔚山廣域市     |
| Gangwon Seul Incheon Gyeonggi Chungcheong M. Chungcheong S. Sejong Daejeon Gyeongsang S. Jeolla S. Daegu Ulsan Busan Gyeongsang M. Gwangju Jeolla M. Jeju Corea del Nord Giappone Mar Giallo Stretto di Corea (Stretto di Busan) Stretto di Corea (Stretto di Tsushima) Mar del Giappone (Mare orientale) | KR-50  |         | Sejong                     | città autonoma speciale     | 세종특별자치시 | 世宗特別自治市 |
| Gangwon Seul Incheon Gyeonggi Chungcheong M. Chungcheong S. Sejong Daejeon Gyeongsang S. Jeolla S. Daegu Ulsan Busan Gyeongsang M. Gwangju Jeolla M. Jeju Corea del Nord Giappone Mar Giallo Stretto di Corea (Stretto di Busan) Stretto di Corea (Stretto di Tsushima) Mar del Giappone (Mare orientale) | KR-41  |         | Gyeonggi                   | provincia                   | 경기도         | 京畿道         |
| Gangwon Seul Incheon Gyeonggi Chungcheong M. Chungcheong S. Sejong Daejeon Gyeongsang S. Jeolla S. Daegu Ulsan Busan Gyeongsang M. Gwangju Jeolla M. Jeju Corea del Nord Giappone Mar Giallo Stretto di Corea (Stretto di Busan) Stretto di Corea (Stretto di Tsushima) Mar del Giappone (Mare orientale) | KR-42  |         | Gangwon                    | provincia                   | 강원도         | 江原道         |
| Gangwon Seul Incheon Gyeonggi Chungcheong M. Chungcheong S. Sejong Daejeon Gyeongsang S. Jeolla S. Daegu Ulsan Busan Gyeongsang M. Gwangju Jeolla M. Jeju Corea del Nord Giappone Mar Giallo Stretto di Corea (Stretto di Busan) Stretto di Corea (Stretto di Tsushima) Mar del Giappone (Mare orientale) | KR-43  |         | Chungcheong Settentrionale | provincia                   | 충청북도       | 忠淸北道       |
| Gangwon Seul Incheon Gyeonggi Chungcheong M. Chungcheong S. Sejong Daejeon Gyeongsang S. Jeolla S. Daegu Ulsan Busan Gyeongsang M. Gwangju Jeolla M. Jeju Corea del Nord Giappone Mar Giallo Stretto di Corea (Stretto di Busan) Stretto di Corea (Stretto di Tsushima) Mar del Giappone (Mare orientale) | KR-44  |         | Chungcheong Meridionale    | provincia                   | 충청남도       | 忠淸南道       |
| Gangwon Seul Incheon Gyeonggi Chungcheong M. Chungcheong S. Sejong Daejeon Gyeongsang S. Jeolla S. Daegu Ulsan Busan Gyeongsang M. Gwangju Jeolla M. Jeju Corea del Nord Giappone Mar Giallo Stretto di Corea (Stretto di Busan) Stretto di Corea (Stretto di Tsushima) Mar del Giappone (Mare orientale) | KR-45  |         | Jeolla Settentrionale      | provincia                   | 전라북도       | 全羅北道       |
| Gangwon Seul Incheon Gyeonggi Chungcheong M. Chungcheong S. Sejong Daejeon Gyeongsang S. Jeolla S. Daegu Ulsan Busan Gyeongsang M. Gwangju Jeolla M. Jeju Corea del Nord Giappone Mar Giallo Stretto di Corea (Stretto di Busan) Stretto di Corea (Stretto di Tsushima) Mar del Giappone (Mare orientale) | KR-46  |         | Jeolla Meridionale         | provincia                   | 전라남도       | 全羅南道       |
| Gangwon Seul Incheon Gyeonggi Chungcheong M. Chungcheong S. Sejong Daejeon Gyeongsang S. Jeolla S. Daegu Ulsan Busan Gyeongsang M. Gwangju Jeolla M. Jeju Corea del Nord Giappone Mar Giallo Stretto di Corea (Stretto di Busan) Stretto di Corea (Stretto di Tsushima) Mar del Giappone (Mare orientale) | KR-47  |         | Gyeongsang Settentrionale  | provincia                   | 경상북도       | 慶尙北道       |
| Gangwon Seul Incheon Gyeonggi Chungcheong M. Chungcheong S. Sejong Daejeon Gyeongsang S. Jeolla S. Daegu Ulsan Busan Gyeongsang M. Gwangju Jeolla M. Jeju Corea del Nord Giappone Mar Giallo Stretto di Corea (Stretto di Busan) Stretto di Corea (Stretto di Tsushima) Mar del Giappone (Mare orientale) | KR-48  |         | Gyeongsang Meridionale     | provincia                   | 경상남도       | 慶尙南道       |
| Gangwon Seul Incheon Gyeonggi Chungcheong M. Chungcheong S. Sejong Daejeon Gyeongsang S. Jeolla S. Daegu Ulsan Busan Gyeongsang M. Gwangju Jeolla M. Jeju Corea del Nord Giappone Mar Giallo Stretto di Corea (Stretto di Busan) Stretto di Corea (Stretto di Tsushima) Mar del Giappone (Mare orientale) | KR-49  |         | Jeju                       | provincia autonoma speciale | 제주특별자치도 | 濟州特別自治道 |

## Suddivisioni di basso livello
Le suddivisioni di basso livello sono 226:
- 75 città (시?, 市?, siLR)
- 82 contee (군?, 郡?, gunLR)
- 69 distretti (구?, 區?, guLR)

Esistono inoltre:
- 2 città non autonome
- 33 distretti non autonomi
- 216 paesi (eup)
- 1196 cittadine (myeon)
- 2076 quartieri (dong)

Le zone rurali sono divise in villaggi (ri).